# Xanthogramma marginale
Xanthogramma marginale là một loài ruồi trong họ Ruồi giả ong (Syrphidae). Loài này được Loew mô tả khoa học đầu tiên năm 1854. Xanthogramma marginale phân bố ở vùng Cổ Bắc giới